# Sybra albescens
Sybra albescens là một loài bọ cánh cứng trong họ Cerambycidae.